# José Pérides
José Pérides est un footballeur international  portugais, né le 18 avril 1935 à Tete (Afrique orientale portugaise). Il évoluait au poste de milieu. 

## Biographie
Pérides  est le fils d'un grec enraciné dans la colonie de l'Afrique orientale portugaise, il part pour le Portugal et joue à l’Académica de Coimbra, où il devient Champion national Juniors. Transféré au Sporting CP en 1956, où il s’impose dès la première saison, mais suivent trois autres où il joue peu, cela ne l’empêche pas de participer à la conquête du titre lors de la saison de 1957/58. Et se voit sélectionné en équipe du Portugal B, en 1957 face à la France B.
Il est cédé en 1960 au Sporting da Covilhã, où il ne joue qu’une saison. Il y accompli une superbe saison au milieu du terrain, contribuant ainsi à garantir le maintien en 1re Division. 
En 1961, Otto Glória le rappelle et il devient un titulaire incontestable de l’équipe, conquérant son 2e titre de champion national et est dans le même temps sélectionné en équipe du Portugal à deux reprises. Les deux saisons suivantes, il continue à jouer régulièrement, participant à la conquête de la Coupe du Portugal durant la saison de 1962/63 et à la campagne historique qui a amené le Sporting CP à la conquête de Coupe des Vainqueurs de Coupes en 1964, il n’est pas retenu pour la finale face au MTK. Le match nul arrange ses affaires, car lors de la nouvelle finale, il est cette fois ci sur le terrain.
En 1964, il part pour le grand ennemi, le SL Benfica, où il commence en étant Champion national.
Deux saisons plus tard, il est transféré à l’AD Sanjoanense, où il met un terme à sa carrière de footballeur en 1967.

### Statistiques en joueur
| Championnat | Championnat          | Championnat | Championnat | Championnat | Coupe nationale | Coupe nationale | Coupe continentale | Coupe continentale | Sélection Portugal | Sélection Portugal | Total     | Total     |
| Saison      | Club                 | Pays        | Matches     | Buts        | Matches         | Buts            | Matches            | Buts               | Matches            | Buts               | Matches   | Buts      |
| ----------- | -------------------- | ----------- | ----------- | ----------- | --------------- | --------------- | ------------------ | ------------------ | ------------------ | ------------------ | --------- | --------- |
| 1954-55     | Académica de Coimbra | I Divisão   | 18          | 3           | 5               | 0               | -                  | -                  | -                  | -                  | 23        | 3         |
| 1955-56     | Académica de Coimbra | I Divisão   | 28          | 4           | 2               | 1               | –                  | –                  | -                  | -                  | 30        | 5         |
| 1956-57     | Sporting Portugal    | I Divisão   | 26          | 4           | 4               | 0               | -                  | -                  | 1                  | 0                  | 31        | 4         |
| 1957-58     | Sporting Portugal    | I Divisão   | 3           | 0           | 1               | 0               | -                  | -                  | -                  | -                  | 4         | 0         |
| 1958-59     | Sporting Portugal    | I Divisão   | 2           | 0           | 4               | 0               | -                  | -                  | -                  | -                  | 6         | 0         |
| 1959-60     | Sporting Portugal    | I Divisão   | 9           | 1           | 2               | 0               | -                  | -                  | -                  | -                  | 11        | 1         |
| 1960-1961   | Sporting da Covilhã  | I Divisão   | 24          | 1           | inconnu         | inconnu         | -                  | -                  | -                  | -                  | incomplet | incomplet |
| 1961-62     | Sporting Portugal    | I Divisão   | 22          | 1           | 7               | 0               | 2 (C1)             | 0 (C1)             | 2                  | 0                  | 33        | 3         |
| 1962-63     | Sporting Portugal    | I Divisão   | 12          | 2           | 9               | 0               | 1 (C1)             | 0(C1)              | -                  | -                  | 22        | 2         |
| 1963-64     | Sporting Portugal    | I Divisão   | 17          | 0           | 1               | 0               | 4 (C2)             | 1 (C2)             | -                  | -                  | 22        | 1         |
| 1964-1965   | SL Benfica           | I Divisão   | 16          | 0           | inconnu         | inconnu         | 4 (C1)             | 0 (C1)             | -                  | -                  | incomplet | incomplet |
| 1965-1966   | SL Benfica           | I Divisão   | 0           | 0           | 0               | 0               | -                  | -                  | -                  | -                  | 0         | 0         |
| 1966-1967   | AD Sanjoanense       | I Divisão   | 11          | 0           | inconnu         | inconnu         | inconnu            | inconnu            | 0                  | 0                  | incomplet | incomplet |
| Total       | Total                | Total       | incomplet   | incomplet   | incomplet       | incomplet       | 11                 | 1                  | 2                  | 0                  | incomplet | incomplet |

### Coupes Européennes
| Date              | Club              | Compétition | Adversaire         | Résultat | Tps de jeu | Buts |
| ----------------- | ----------------- | ----------- | ------------------ | -------- | ---------- | ---- |
| 13 septembre 1961 | Sporting Portugal | C1          | Partizan Belgrade  | 1-1      | 90         | 0    |
| 20 septembre 1961 | Sporting Portugal | C1          | Partizan Belgrade  | 0-2      | 90         | 0    |
| 24 octobre 1962   | Sporting Portugal | C1          | Dundee FC          | 1-0      | 90         | 0    |
| 13 novembre 1963  | Sporting Portugal | C2          | APOEL Nicosie      | 16-1     | 90         | 1    |
| 20 novembre 1963  | Sporting Portugal | C2          | APOEL Nicosie      | 2-0      | 90         | 0    |
| 5 mai 1964        | Sporting Portugal | C2          | Olympique lyonnais | 1-0      | 90         | 0    |
| 15 mai 1964       | Sporting Portugal | C2          | MTK Budapest       | 1-0      | 90         | 0    |
| 24 février 1965   | SL Benfica        | C1          | Real Madrid        | 5-1      | 90         | 0    |
| 17 mars 1965      | SL Benfica        | C1          | Real Madrid        | 1-2      | 90         | 0    |
| 30 avril 1965     | SL Benfica        | C1          | Vasas Eto Györ     | 1-0      | 90         | 0    |
| 6 mai 1965        | SL Benfica        | C1          | Vasas Eto Györ     | 4-0      | 90         | 0    |

## En sélection nationale
Il débute en sélection nationale le 8 octobre 1961 contre le Luxembourg, avec une défaite 4 à 2 comptant pour les qualifications du Groupe 6 de la Coupe du monde 1962.

### Sélections
| Date            | Club              | Compétition                              | Adversaire | Résultat | Tps de jeu | Buts |
| --------------- | ----------------- | ---------------------------------------- | ---------- | -------- | ---------- | ---- |
| 8 octobre 1961  | Sporting Portugal | qualifications de la Coupe du monde 1962 | Luxembourg | 4-2      | 90         | 0    |
| 25 octobre 1961 | Sporting Portugal | qualifications de la Coupe du monde 1962 | Angleterre | 2-0      | 90         | 0    |

## Palmarès

### Académica de Coimbra(1)
- Champion du  Championnat du Portugal juniors : 1 fois (1953-54)

### Sporting Portugal(4)
- Champion du  Championnat du Portugal : 2 fois (1957-58). et (1961-62).
- Vainqueur de la Coupe du Portugal : 1 fois (1962-63).
- Vainqueur de la Coupe d'Europe des vainqueurs de coupe : 1 fois (1963-64).
- Vice-champion du  Championnat du Portugal : 1 fois (1959-60)
- Finaliste de la Coupe du Portugal : 1 fois (1959-60).

### SL Benfica(2)
- Vainqueur du Championnat du Portugal : 1 fois (1964-65).
- Vainqueur de la Coupe du Portugal : 1 fois  (1963-64).
- Vice-champion du Championnat du Portugal : 1 fois (1965-66).
- Finaliste de la Coupe du Portugal : 1 fois (1964-65).